# Умінгмуктогміут
Умінгмуктогміут (англ. Umingmuktogmiut) — географічно визначена підгрупа народності так званих «мідних інуїтів», що проживала на території регіону Кітікмеот провінції Нунавут Північної Канади. Ескімоси з цього племені селилися на західному узбережжі півострова Кент, іноді йшли далі на південь — до східної зони каналу Батерст біля Еверіт-Пойнт, біля островів Баррі. Умінгмуктогміут відрізнялися від інших «мідних інуїтів» тим, що мали постійне місце проживання — громаду Умінгмакток, або Умінгмактуук (англ. Umingmaktok, Umingmaktuuq). Могли полювати на палію арктичну, песця, деяких підвидів карибу, морських котиків і вівцебиків, які були найпоширенішими в тих областях.
1964 року в цей район, який тоді мав назву «Бей-Шимо» (англ. Bay Chimo) перемістилася пошта Компанії Гудзонової затоки. Тепер же він відомий під назвою «село Умінгмакток» (що в перекладі з мови інуїннактун означає «місце скупчення вівцебиків»). Але через деякий час поштові лінії там було перекрито. У недавні роки популяція умінгмуктогміут знизилася, а перепис населення Канади 2006 року показав, що вона опустилася до нуля. Можливо, однак, що згодом деякі сім'ї інуїтів повернулися в громаду.